# Hermányi Mariann
Hermányi Mariann (Budapest, 1994. augusztus 5. –) magyar színésznő.

## Életpályája
A Vörösmarty Mihály Gimnáziumban érettségizett. 2015-2020 között a Kaposvári Egyetem színművész szakos hallgatója volt, Cserhalmi György osztályában. Diplomázása után szabadúszóként dolgozik. 2024-től a Centrál Színház tagja.

## Filmes és televíziós szerepei
- Napszállta (2018)
- Toxikoma (2021)
- A tanár (2021) – Emő
- Oltári történetek (2022) – Sulyok Eszter
- A besúgó (2022)[8] – Adél
- Hazatalálsz (2023–2024) – Kata
- Mesterjátszma (2023) – pánikoló hölgy utas
- Semmelweis (2023) – pimasz nővér
- Ma este gyilkolunk (2024) – Lili
- Hunyadi (2025) – Luxemburgi Erzsébet magyar királyné